# San Pedro Calantla
San Pedro Calantla är en ort i Mexiko.   Den ligger i kommunen Izúcar de Matamoros och delstaten Puebla, i den sydöstra delen av landet, 120 km sydost om huvudstaden Mexico City. San Pedro Calantla ligger 1 312 meter över havet och antalet invånare är 531.
Terrängen runt San Pedro Calantla är kuperad åt sydväst, men åt nordost är den platt. Runt San Pedro Calantla är det ganska tätbefolkat, med 155 invånare per kvadratkilometer. Närmaste större samhälle är Izúcar de Matamoros, 7,0 km väster om San Pedro Calantla. I omgivningarna runt San Pedro Calantla växer huvudsakligen savannskog.